# Under Cöver
Under Cöver je kompilační album hudební skupiny Motörhead. Vydáno bylo 1. září roku 2017. Obsahuje celkem jedenáct písní – coververzí. Jsou na něm například písně od skupin Judas Priest, Metallica a Sex Pistols. Rovněž se zde nachází coververze písně „Heroes“ od Davida Bowieho, která jako jediná dříve nevyšla.

## Seznam skladeb
1. Breaking the Law (2008) – původně Judas Priest
2. God Save the Queen (2000) – původně Sex Pistols
3. Heroes (2015) – původně David Bowie
4. Starstruck (2014) – původně Rainbow
5. Cat Scratch Fever (1992) – původně Ted Nugent
6. Jumpin' Jack Flash (2001) – původně The Rolling Stones
7. Sympathy for the Devil (2015) – původně The Rolling Stones
8. Hellraiser (1992) – původně Ozzy Osbourne
9. Rockaway Beach (2002) – původně Ramones
10. Shoot 'Em Down (2001) – původně Twisted Sister
11. Whiplash (2005) – původně Metallica

## Obsazení
Motörhead
- Lemmy – zpěv, baskytara
- Phil „Wizzö“ Campbell – kytara
- Michael „Würzel“ Burston – kytara
- Mikkey Dee – bicí

Ostatní
- Biff Byford – zpěv („Starstruck“)